# 중화연 문화축제
중화연 문화축제(中華緣)는 한중문화우호협회 주한중국문화원이 주최하고 서울특별시와 주한중국대사관이 후원하는 축제이다. 대한민국에서 중국의 다양한 문화예술을 선보임으로써 한중 양국의 문화교류 활성화를 도모하고 양국의 우호적인 공동발전의 기반 조성을 위해 개최되고 있다. 이 행사는 한중 양국의 최대 명절 중 하나인 추석을 맞아 오랜 인연으로 이어진 가까운 이웃으로 양국 국민들에게 서로의 문화에 대한 이해의 폭을 넓히고 상호 우의를 다지기 위해 개최된다.